# Камов Ка-52
Ка-52 „Алигатор“ (НАТО класификација ) је савремени серијски вишенаменски борбени хеликоптер предназначен за борбена дејства у свим временским условима, дању и ноћу и на великим надморским висинама, специфичним за планинска подручја. Развијена је и морнаричка верзија Ка-52К, за опремање носача хеликоптера типа "Мистрал". Пројектован је бироу "Камов" на основу чувеног једноседа Ка-50, а производи га Арсењевска фабрика "Прогрес", на Руском Далеком истоку. Посебан је по свом коаксијалном ротору, карактеристичном за хеликоптере Камова, и катапултирајућим седиштима "Звезда" К-37.

## Карактеристике
Велика пажња у пројектовању Ка-50 посвећена је отпорности на борбена оштећена. Више од трећине конструкције Ка-50 израђено је од композитних материјала. Кабина је заштићена са 300 кг оклопа, комбинацијом оклопних плоча који штите од погодака до калибра 23 мм, а оклопљено стакло пилотске кабине штити од зрна калибра 12,7 мм.
Систем за снабдевање уљем и систем преноса, конструисани су тако да омогућавају лет и рад хеликоптера још 30 минута од тренутка поготка. А и систем за снабдевање електричном енергијом летелице је дуплиран. Мотори су раздвојени у засебне капсуле, а хеликоптер има способност лета и са једним мотором, у случају да је други погођен.
Главна намена овог борбеног хеликоптера су удари по оклопним и механизованим циљевима, као и борба против споријих нисколетећих циљева. Тактичке могућности му омогућују дејства по циљевима на даљини до 10 км, а постигнути степен интеграције омогућио је извршавање веома сложених задатака.
Посаду чине двоје, пилот и официр за управљање оружјем, а седе раме уз раме, један поред другог. Пилот осим контролом лета, управља и топом. Седе на два самоизбацива седишта К-37, конфигурације „0-0", а катапултирање у случају незгоде омогућено је првобитним одбацивањем елисе и крова куполе кабине.

## Наоружање
Моћан топ од 30 мм позајмљен је од БМП-2. Топ 2А42 има могућност избора брзине гађања и омогућује селективно снабдевање муницијом из два бокса напуњена панцирном и разорном муницијом. Цев омогућује непрекидно испаљивање преко 500 метака непрекидне ватре без хлађења. Монтажа топа је необична, јер да би се обезбедила прецизност инсталиран је у центар симетрије хеликоптера, чиме је елиминисано додатно ојачавање структуре хеликоптера. Електрохидрауличко серво-управљање омогућава вертикално и хоризонтално померање цеви топа на линији ватре.
На четири тачке испод крила може да носи до 12 ласерских самонавођених надзвучних противтенковских ракета 9К121 Вихр-М које су интегрисане са нишанским системом Шквал. Ракете Вихр-М наводе се на циљ ласерским зраком и у могућности су да пробију оклоп дебљине 900 мм. Зато се бојева глава састоји од великог броја фрагмената, који при експлозији својом кинетичком енергијом делују просторно. Домет ових ракета је 8-10 км, док се при дејству ноћу та видљивост смањује на 6 км. 
За уништавање циљева на већим удаљеностима, до 15 км, има две ракете са полуактивним ласерским самонавођењем.
Новије верзије имају и радар у сферичној куполи изнад ротора, као и систем радио-електронске заштите и системе активних противдејства.